# Glossop
Glossop est une ville dans le nord du Derbyshire, au Royaume-Uni. 

## Jumelage
- Bad Vilbel (Allemagne) depuis 1987[1]

## Personnalités liées à la ville
- David J. Darling (1953-), astronome et écrivain, y est né.
- Alexandra Fuller (1969-), écrivaine africaine d'origine européenne, y est née.
- Hilary Mantel (1952-2022), romancière, y est née.